# Johnny Messner
Johnny Messner (Syracuse, 11 aprile 1970) è un attore statunitense.

## Biografia
Debutta nel 1998 nella soap opera Sentieri, dove ha ricoperto il ruolo di Rob Layne, successivamente ha ottenuto apparizioni in serie tv come Angel, CSI - Scena del crimine e Friends. Nel 2002 recita nella commedia La cosa più dolce..., dove assieme all'attrice Selma Blair è protagonista di una bizzarra scena in cui rimangono incastrati in rapporto orale. Ha lavorato nei film Ring of Death, L'ultima alba, Spartan, FBI: Protezione testimoni 2, Anaconda - Alla ricerca dell'orchidea maledetta, Hostage e Running.
Nel 2005 è guest star in alcuni episodi di The O.C., interpretando Lance Baldwin, nello stesso anno è protagonista della serie Killer Instinct, sospesa dopo tredici episodi. Ha partecipato nell'ottavo episodio della terza stagione della serie Chuck. Nel 2012 esce nelle sale americane She Wants Me, commedia scritta e diretta da Rob Margolies. Il cast del film comprende Hilary Duff, Aaron Yoo, Josh Gad e Charlie Sheen.

## Vita privata
Vive a Los Angeles.[4] L'8 aprile 2013 la sua fidanzata Kathryn Morris ha annunciato che sarebbero diventati genitori di due gemelli, nati il 21 agosto 2013: Jameson West Messner e Rocco McQueen Messner.

## Filmografia

### Cinema
- Operation Delta Force 4: Deep Fault, regia di Mark Roper (1999)
- Dancing in September, regia di Reggie Rock Bythewood (2000)
- La cosa più dolce... (The Sweetest Thing), regia di Roger Kumble (2002)
- L'ultima alba (Tears of the Sun), regia di Antoine Fuqua (2003)
- Finding Home, regia di Lawrence David Foldes (2003)
- Spartan, regia di David Mamet (2004)
- FBI: Protezione testimoni 2 (The Whole Ten Yards), regia di Howard Deutch (2004)
- Anaconda - Alla ricerca dell'orchidea maledetta (Anacondas: The Hunt for the Blood Orchid), regia di Dwight H. Little (2004)
- Hostage, regia di Florent Emilio Siri (2005)
- One Last Thing..., regia di Alex Steyermark (2005)
- Running (Running Scared), regia di Wayne Kramer (2006)
- Bottoms Up, regia di Erik MacArthur (2006)
- Judy's Got a Gun, regia di Sheree Folkson (2007)
- Believers, regia di Daniel Myrick (2007)
- The Art of Travel, regia di Thomas Whelan (2008)
- Remarkable Power, regia di Brandon Beckner (2008)
- Loaded, regia di Alan Pao (2008)
- Ring of Death, regia di Bradford May (2008)
- The Poker Club, regia di Tim McCann (2008)
- Corrado, regia di Adamo Paolo Cultraro (2009)
- Wrong Turn at Tahoe - Ingranaggio mortale (Wrong Turn at Tahoe), regia di Franck Khalfoun (2009)
- Death Games (Arena), regia di Jonah Loop (2011)
- She Wants Me, regia di Rob Margolies (2012)
- Kill 'Em All, regia di Raimund Huber (2012)
- Officer Down - Un passato sepolto (Officer Down), regia di Brian A Miller (2013)
- Caught on Tape, regia di Sticky Fingaz (2014)
- The Outsider, regia di Brian A Miller (2014)
- The Equalizer - Il vendicatore (The Equalizer), regia di Antoine Fuqua (2014)
- The Perfect Weapon regia di Titus Paar (2016)
- Weaponized, regia di Timothy Woodward Jr. (2016)
- Beyond the Law - L'infiltrato (Beyond the Law), regia di James Cullen Bressack (2019)
- Clover, regia di Jon Abrahams (2020)
- Breach - Incubo nello spazio (Breach), regia di John Suits (2020)
- A Day to Die - Un giorno per morire (A Day to Die), regia di Wes Miller (2022)
- Detective Knight - La notte del giudizio (Detective Knight: Rogue), regia di Edward Drake (2022)
- Call Her King, regia di Wes Miller (2024)

### Televisione
- Sentieri (The Guiding Light) – soap opera, 21 episodi (1998)
- Angel – serie TV, episodio 1x02 (1999)
- Son of the Beach – serie TV, episodio 2x15 (2001)
- Friends – serie TV, episodio 8x05 (2001)
- Tarzan – serie TV, 3 episodi (2003)
- The O.C. – serie TV, 5 episodi (2004)
- Killer Instinct – serie TV, 13 episodi (2005-2006)
- Burn Notice - Duro a morire (Burn Notice) – serie TV, episodio 1x12 (2007)
- Law & Order - Unità vittime speciali (Law & Order: Special Victims Unit) – serie TV, episodio 9x15 (2008)
- Knight Rider – serie TV, episodio 1x02 (2008)
- CSI: Miami – serie TV, episodio 7x16 (2009)
- Chuck – serie TV, episodio 3x08 (2010)
- Cold Case - Delitti irrisolti (Cold Case) – serie TV, 3 episodi (2010)
- The Gates - Dietro il cancello (The Gates) – serie TV, episodio pilota (2010)
- Dark Blue – serie TV, 2 episodi (2010)
- Un soldato, un amore (A Soldier's Love Story), regia di Harvey Frost – film TV (2010)
- CSI - Scena del crimine (CSI: Crime Scene Investigation) – serie TV, episodi 1x02-12x05 (2000-2011)
- Jane the Virgin – serie TV, episodio 11x03 (2017)
- Criminal Minds - serie TV, episodio 14x06 (2018)

## Doppiatori italiani
Nelle versioni in italiano delle opere in cui ha recitato, Johnny Messner è stato doppiato da:
- Francesco Pannofino in Spartan, Anaconda - Alla ricerca dell'orchidea maledetta, Running
- Roberto Draghetti in CSI: Miami, Wrong Turn at Tahoe - Ingranaggio mortale
- Christian Iansante in Cold Case - Delitti irrisolti, Jane the Virgin
- Stefano Alessandroni in Officer Down - Un passato sepolto, The Perfect Weapon
- Pierluigi Astore in CSI - Scena del crimine (ep.1x02)
- Alessandro Messina in CSI - Scena del crimine (ep. 12x05)
- Vittorio Guerrieri ne L'ultima alba
- Alberto Angrisano in Hostage
- Claudio Moneta in Sentieri
- Roberto Chevalier in Friends
- Luca Ward in Tarzan
- Roberto Pedicini in The O.C.
- Lorenzo Scattorin in Killer Instinct
- Stefano Mondini in Burn Notice - Duro a morire
- Francesco Prando in Un soldato, un amore
- Marco De Risi in Chuck
- Vittorio De Angelis in Death Games
- Paolo Marchese in The Equalizer - Il vendicatore
- Pasquale Anselmo in Criminal Minds
- Massimo Lodolo in Weaponized
- Michele Mancuso in A Day to Die
- Emilio Mauro Barchiesi in Detective Knight - La notte del giudizio